# Snåsa
Snåsa (em Lapão meridional: Snåase) é uma comuna da Noruega, com 2 329 km² de área e 2 176 habitantes (2008).         